# Syndrome de Kleine-Levin
 Mise en garde médicale
Le syndrome de Kleine-Levin (KLS) est un trouble du sommeil diurne faisant partie des hypersomnies récurrentes. Le KLS est une maladie extrêmement rare (prévalence de l'ordre d'un cas par million), caractérisée par un besoin excessif de sommeil (hypersomnie) durant la journée, pouvant atteindre 20 heures par jour, et évoluant par poussées à certaines périodes de l'année. Ce trouble débute souvent à l'adolescence et s’estompe généralement au milieu de la trentaine mais peut cependant avoir une recrudescence plus tard. Les hommes sont plus affectés que les femmes.
En dehors des poussées, les sujets atteints ne présentent pas d'anomalie cliniquement décelable. Une personne affectée peut passer des semaines ou des mois sans poussées, se sentir normale et poursuivre des activités habituelles.
Les symptômes du syndrome de Kleine-Levin (KLS) sont cycliques. Lorsqu'un épisode survient, les symptômes apparaissent rapidement, mais peuvent persister pendant des jours ou des semaines. Dans de nombreux cas, les épisodes s'espacent, s'atténuent et disparaissent avec l'âge (vers la trentaine). Des épisodes peuvent cependant, rarement, survenir plus tard dans la vie.
En poussées, lorsqu’ils sont éveillés, les sujets peuvent manifester de l'irritabilité, un manque total d'énergie (léthargie), une absence d'émotions (apathie) et un repli sur soi. Ils peuvent aussi être confus (désorientés), avoir des hallucinations, subir de la déréalisation, ainsi que des bouffées délirantes et présenter des signes d'hypersexualité avant de s'endormir. On retrouve également une atteinte des fonctions supérieures, avec des difficultés de concentration, de mémorisation (voire une amnésie temporaire sur certains événements de la vie du sujet) qui disparaissent à la fin de la poussée.
Le retentissement de cette maladie peut être important. D'une part, il y a souvent une errance diagnostique de plusieurs mois voire plusieurs années, génératrice d'angoisse et retardant une prise en charge adaptée. D'autre part, les poussées sont essentiellement présentes de 15 à 25 ans, perturbant la scolarité et le début des études supérieures, le sujet s'isole généralement.

## Historique
Edmé Pierre Chauvot de Beauchêne fait état avec précision en 1786 d'une « maladie nerveuse, avec complication d'un sommeil ».
En 1815, un jeune homme a rapporté l’occurrence d'un appétit excessif ainsi qu'un sommeil prolongé après une période fiévreuse. En 1862, le neuropsychiatre français Brierre de Boismont en effectue également une description,.
Puis, en 1925 une description détaillée fut établie par Willi Kleine, un neurologue de Francfort. De plus, en 1935, le psychiatre Max Levin a publié des informations concernant plusieurs cas, permettant de vérifier l'apparition d'un intense appétit en plus de la fatigue prolongée,,.
MacDonald Critchley, neurologue britannique du XXe siècle a également recueilli plus d'une dizaine de cas et revu une quinzaine de publications en 1962,,. Dans son rapport, il inclut des patients examinés pendant la Deuxième Guerre Mondiale sur lesquels il a pu observer une irritabilité ainsi qu'une dépersonnalisation lorsque ces patients sont éveillés. Au départ, il était persuadé que cette condition ne touchait que les hommes, mais des études plus poussées ont prouvé son apparition chez les femmes.

## Épidémiologie
La prévalence du syndrome de Kleine-Levin est considérée à environ 1 cas sur 1 million.
Une revue de toute la littérature publiée entre 1962 et 2004 comptabilise 186 cas distincts,.
Les personnes touchées ne sont pas géographiquement localisées. On note tout de même de nombreux cas en Israël. C'est pourquoi une prédisposition héréditaire est envisagée chez les Juifs.
Parmi les cas répertoriés, les hommes semblent être environ deux fois plus touchés que les femmes. Il a été mis en avant que les personnes ayant un membre proche de leur famille ayant été touché par cette maladie ont un risque légèrement plus important de la développer.
Une étude a montré que 10 % des patients touchés auraient été sujets à des problèmes psychologiques avant l'apparition du syndrome de Kleine-Levin, comme un traumatisme. Le premier épisode est souvent noté en début d'automne ou en hiver, avec un pic en décembre. 95 % des sujets atteints et leurs proches rapportent certains événements prédécesseurs : épisode infectieux (72 %), consommation d'alcool (23 %), privation de sommeil (22 %), stress inhabituel (20 %), dépenses physiques (19 %), voyage (10 %) et choc ou traumatisme crânien (9 %) . Quelques familles rapportent des cas de naissance prématurée, de travail prolongé, de souffrance fœtale ou encore de naissance après terme.

## Physiopathologie
Plusieurs études mettent en évidence différents mécanismes physiologiques probables de la maladie. Tout d'abord, l'épilepsie partielle complexe, une condition qui peut produire des épisodes de comportement anormal récurrente, peut être exclue. La mauvaise réponse à un traitement anti-épileptique justifie également cette hypothèse. Une lésion cérébrale locale est également peu probable, compte tenu du polymorphisme de la symptomatologie. Enfin, l'EEG, le SPECT d'écoulement du cerveau, ou les données neuropathologiques des études ont montré que les lobes frontal, temporal et parfois occipital et pariétal peuvent être impliqués, ainsi que le thalamus.
La découverte d'une prédisposition juive possible, le regroupement familial occasionnel et l'association avec des facteurs infectieux déclenchant suggèrent que la maladie est due à des facteurs environnementaux agissant sur un fond génétique vulnérable. Cette image générale et la symptomatologie fluctuant en KLS sont compatibles avec le récent rapport d'une association de HLA (Human leukocyte antigen) dans le syndrome et la possibilité d'une médiation auto-immune de la maladie.

## Diagnostic

### Investigations
Les tests médicaux de patients atteints du KLS se penchent spécifiquement sur l’élimination de l’épilepsie (EEG), et des lésions focales du cerveau (imagerie cérébrale) ainsi que quelques analyses supplémentaires vérifiant quelques causes potentielles comme la méningite ou encore l’encéphalite.

#### Analyse du liquide cérébro-spinal (LCS)
L'analyse du LCS se fait lorsqu'on suspecte une cause infectieuse liée à une hypersomnie récurrente. Dans quelques cas, elle est effectuée pour vérifier si des changements biologiques ont lieu au niveau du liquide céphalo-rachidien. Chez un patient, des augmentations des taux de sérotonine ont été remarquées. Des diminutions des niveaux de l'hypocretine-1 (neurotransmetteur polypeptidique stimulant l’appétit et l'éveil) qui sont normalement observées chez les patients narcoleptiques semblent rester dans la norme pour cinq patients KLS mais faiblement diminués chez deux patients durant un épisode.

#### Électroencéphalogramme
Trois patients sur quatre présentent un EEG anormal durant les crises, mais de manière non spécifique ce qui ne permet pas d'écarter l'épilepsie. Des études polysomnographiques en début de syndrome ont montré une importante réduction du sommeil profond, avec un retour progressif à la normale durant la seconde moitié de la maladie. Au contraire, le sommeil paradoxal n'est pas perturbé en début de maladie et se dégrade avec le temps.

#### Tests hormonaux
Les changements de concentrations des hormones pituitaires sont rarement décelés chez les patients atteints de KLS. Les aspects morphologiques de la thyroïde, glande pituitaire ainsi que les niveaux de glucose dans le sang sont analysés pour exclure les causes endocrinologiques possibles de l'hypersomnie récurrente.

### Diagnostic positif

#### Aspects cliniques
Sur le plan clinique, il se manifeste par :
- hypersomnie : symptôme principal, le patient se dit fatigué, dort en quasi-permanence, jusqu'à 16, 18 voire 20 heures par jour, parfois même 23 ;

symptômes associés quasi-systématiquement :
- dépersonnalisation ;
- déréalisation ;
- apathie ;
- syndrome confusionnel.

Symptômes présents dans près de la moitié des cas :
- hyperphagie compulsive et prédominant sur les aliments sucrés ;
- hypersexualité, résultante probable d'une désinhibition, pouvant faire évoquer un syndrome frontal.

Sont également constatés :
- troubles du comportement avec irritabilité, agressivité, bizarreries ;
- hallucinations hypnagogiques ;
- troubles thymiques (changements rapides de l'humeur) ;
- céphalées pouvant être accompagnées de photophobie et d'une hypersensibilité au bruit.

Les manifestations cliniques évoluent sur le mode épisodique, de quelques jours à quelques semaines, se répétant à une fréquence de l'ordre de plusieurs mois à années. Généralement, elles disparaissent avant la trentaine.
Lorsque le syndrome survient après la trentaine, il est souvent secondaire (tumeur cérébrale, traumatisme crânien, etc.). Aux symptômes cités se rajoutent alors des maux de tête et des absences de type épileptiques sans toutefois être décelables neurologiquement. L'hypersexualité se caractérise aussi par une érection plus forte et plus longue.

#### Aspects paracliniques
Les examens complémentaires classiques (radiologiques, biologiques) sont normaux. L'EEG montre un ralentissement de fond, et parfois des bouffées amples théta, pointues voire des pointes pouvant faire évoquer à tort une épilepsie. Les enregistrements polysomnographiques au cours de l’accès témoignent une durée de sommeil élevée et une architecture du sommeil préservée avec parfois une réduction de la latence du sommeil paradoxal mais pas jusqu'au « SOREM » (sigle anglais : Sleep Onset Rapid Eyes Movement). De manière récente la réalisation de scintigraphies de perfusion cérébrale a permis de mettre en évidence des hypoperfusions cérébrales localisées en et hors crises ; ces hypoperfusions sont essentiellement fronto-temporales,.

### Diagnostic différentiel
Les symptômes orientent initialement vers une tumeur ou des troubles psychiatriques (trouble bipolaire, dépression grave). Les examens paracliniques permettent rapidement d'écarter les pathologies néoplasiques. L'évolution, les entretiens et les enregistrements polysomnographiques permettent de repérer les troubles psychiatriques.
Le diagnostic différentiel se pose avec les autres hypersomnies récurrentes :

#### Hypersomnie périodique menstruelle
Hypersomnie très rare, survenant également par accès.
Les épisodes hypersomniaques sont rythmés par les menstruations.
On ne retrouve pas les manifestations psychiatriques du syndrome de Kleine-Levin.
Un traitement préventif œstroprogestatif normodosé peut être proposé.

#### Hypersomnies récurrentes secondaires
La cause de ces accès récurrents d'hypersomnie est clairement identifiée, on peut citer :
- les tumeurs cérébrales[réf. souhaitée] : tumeurs du 3e ventricule, pinéalomes et les tumeurs de la paroi postérieure de l’hypothalamus ;
- les traumatismes crâniens[16],[17] dans le cadre du syndrome subjectif des traumatismes crâniens
- les pathologies infectieuses[réf. souhaitée] : encéphalites, trypanosomiase (la maladie du sommeil avec la mouche tsé-tsé…) ;
- les accidents vasculaires cérébraux (tronc basilaire)[18] ;
- les pathologies psychiatriques, au premier plan desquelles le trouble bipolaire (anciennement appelé psychose maniaco-dépressive)[19] ;
- les hypersomnies récurrentes secondaires à des causes neurologiques et psychiatriques.

## Causes
L'origine du syndrome de Kleine-Levin (KLS) n'est pas connue.
Historiquement le KLS était considéré comme une forme atypique du trouble bipolaire.
L'existence de cas familiaux et une prévalence plus importante parmi les juifs ashkénazes (cohorte israélienne) sont en faveur d'une prédisposition héréditaire révélée par des facteurs déclenchants.
Des épisodes infectieux, notamment ORL, précéderaient le premier accès.
Différentes hypothèses ont été avancées.
Ainsi, une hypothèse suggère que les symptômes sont liés à un mauvais fonctionnement de l'hypothalamus,, une région du cerveau qui contribue à la régulation de fonctions telles que le sommeil, l'appétit et la température du corps ; une autre hypothèse propose qu'il s'agit d'une maladie auto-immune,,, c’est-à-dire, une maladie due, au moins en partie, à une action anormale du système immunitaire.

## Traitement
Des facteurs favorisant le déclenchement des poussées sont parfois retrouvés, en particulier les épisodes infectieux et la consommation d'alcool. Il est donc fortement conseillé de réduire ces facteurs favorisants.
Lors des accès, on peut proposer un traitement éveillant comme le modafinil ou les dérivés amphétaminiques comme le méthylphénidate, le plus souvent sans grand résultat,.
En prévention des accès, on peut proposer un traitement régulateur de l'humeur comme le lithium ou l'acide valproïque, mais pas la carbamazépine. Sur certains patients, le lithium a eu des effets positifs comme une dégradation moins importante du comportement normal et une réduction de la durée des crises.
| Traitements des symptômes durant un épisode | Taux de réponse (%) |
| Stimulants                                  |                     |
| ------------------------------------------- | ------------------- |
| Amphétamines                                | 40-71               |
| Méthylphénidate                             | 20                  |
| Pemoline-piracetam-méclofenoxate            | 25                  |
| Traitements pour empêcher les rechutes      |                     |
| Traitements non médicamenteux               | 16                  |
| Photothérapie                               | 0                   |
| Antidépresseurs                             | 9                   |
| Stabilisateurs d'humeur                     |                     |
| Lithium                                     | 41                  |
| Carbamazépine                               | 21                  |
| Valproate, Phénobarbital, et Phénytoine     | 20                  |
| Traitements variés                          |                     |
| Antiviraux                                  | 0                   |
| Mélatonine                                  | 0                   |
| Benzodiazépines                             | 0                   |
| Levodopa+bensérazide                        | 0                   |
| Sismothérapie (ECT)                         | 0                   |
| Neuroleptiques                              | 0                   |